# Makreelgepen
Makreelgepen (Scomberesocidae) vormen een familie van vissen uit de orde van de Geepachtigen (Beloniformes). De eerste bekende makreelgepen stammen uit het Mioceen.
De Cololabis saira wordt vaak in de Japanse en Koreaanse keuken gebruikt. De vis wordt dan gewoonlijk gegrild.

## Kenmerken
De kaken van deze vissen zijn bekvormig, variërend van lang en slank tot relatief kort met een iets langgerekte onderkaak. De opening van de bek is relatief klein en de tanden zijn klein. Een rij van kleine vinnetjes achter de rug- en aarsvin is ook kenmerkend voor deze vissen. bij deze vissen ontbreekt een zwemblaas. Ze kunnen maximaal 46 centimeter lang worden en er op deze vis wordt commercieel gejaagd.

## Verspreiding en leefgebied
Het zijn zeevissen die leven in de epipelagische zone in tropische en gematigde wateren. De vissen springen vaak boven het oppervlak wanneer ze aan de oppervlakte zwemmen. 

## Etymologie
De wetenschappelijke naam Scomberesocidae komt van het klassiek-Latijnse scomber en esox. In het klassieke Latijn wordt met scomber, met als nevenvorm scombrus, verwezen naar de makreel. Het is een leenwoord uit het Oudgrieks voor de makreel, namelijk σκόμβρος skómbros. De Latijnse geschiedschrijver Plinius de Oudere gebruikt de naam esox, met de nevenvorm isox, om te verwijzen naar een soort snoek. Net zoals het Oudgrieks ἴσοξ is het woord terug te voeren naar een keltisch woord. Verwant is het Welsh eog, zalm.

## Indeling volgens ITIS[5]
- Cololabis Gill, 1896
- Scomberesox Lacepède, 1803 (o.a. gewone makreelgeep)

## Trivia
De Saury, een onderzeeër van de Sargoklasse was het enige schip van de Amerikaanse marine genoemd naar deze vissen (Saury is de Engelstalige naam voor deze familie).